# メタクリル酸ブチル
メタクリル酸ブチル(Butyl methacrylate)は、化学式C4H9O2CC(CH3)=CH2の有機化合物である。メタクリル酸ポリマー合成の主要なモノマーである。通常、フリーラジカル条件下で重合する。

## 健康影響
急性毒性としては、半数致死量が20 g/kg（ラット、経口）である。目に炎症を起こさせ、失明の原因となる。